# Robert Bubel
Robert Bubel (ur. 15 kwietnia 1968 w Żarkach) – polski malarz i rysownik zamieszkały w Krakowie.

## Życiorys i twórczość
Studiował malarstwo w Akademii Sztuk Pięknych im. Jana Matejki w Krakowie, dyplom w pracowni prof. Zbigniewa Grzybowskiego w 1997 r. Uprawia malarstwo, rysunek i techniki pokrewne. Wcześniej w latach 1987 - 1992 studiował filologię polską na Katolickim Uniwersytecie Lubelskim oraz Uniwersytecie Jagiellońskim. Między innymi laureat II nagrody w II Ogólnopolskim Konkursie Malarskim im. Leona Wyczółkowskiego w Galerii Miejskiej BWA w Bydgoszczy (2016) oraz wyróżnienia Pisma Artystycznego „Format” w 42. Biennale Malarstwa Bielska Jesień 2015 w Galerii Bielskiej BWA w Bielsku-Białej. Autor wielu wystaw indywidualnych. Uczestnik wystawy finałowej 43. Biennale Malarstwa Bielska Jesień 2017 w Galerii Bielskiej BWA (2017) oraz wystawy zbiorowej artystów krakowskich z generacji 1950–1969 w Muzeum Sztuki Współczesnej w Krakowie MOCAK. 

## Wybrane wystawy
- 2013 – Postaci i miejsca, Galeria Dobrej Sztuki w Częstochowie
- 2013 – Still nature, Soho Factory, Warszawa
- 2013 – Stelmachniewicz, Trojanowski, Jaworski, Bubel, wystawa zbiorowa, Rossberg Gallery w Katowicach-Nikiszowcu
- 2014 – Opowiadania, Galeria Mostra, Warszawa
- 2014 – IV Spotkania Sztuki Niezależnej, Fabryka, Kraków
- 2015 – Rzeczy trwałe, rzeczy zmienne, wystawa indywidualna, Galeria Sztuki Pasaż, Kraków
- 2015 – 42 Biennale Bielska Jesień wystawa konkursowa, Bielsko-Biała
- 2016 – W drodze, wystawa indywidualna, Galeria Szklana, Zator
- 2016 – II Ogólnopolski Konkursu Malarski im. L. Wyczółkowskiego, wystawa pokonkursowa, Galeria Miejska BWA Bydgoszcz
- 2016 – To co szczelnie nas otacza, wystawa indywidualna, Galeria Piękny Pies, Kraków
- 2016 - wystawa indywidualna, Sandhofer Galerie, Salzburg[5]
- 2016 - Po drugiej stronie lustra, wystawa indywidualna, Galeria Mashroom, Kraków[6]
- 2017 - Okruchy lustra, wystawa indywidualna, Galeria Fundacji 4 Style, Kraków
- 2017 – Spojrzenia, wystawa indywidualna, Zofia Weiss Gallery, Kraków[7]
- 2017 - Magazyn cudów, wystawa indywidualna, Galeria PRO ARTE - ZPAP, Zielona Góra[8]
- 2017 - Piękni malarze, wystawa zbiorowa, Galeria 12, Cieszyn[9]
- 2017 - To, co nas szczelnie otacza, Galeria Wspólna, Bydgoszcz[10],
- 2017 – 43 Biennale Bielska Jesień wystawa konkursowa, Bielsko-Biała
- 2018 – Spokojne dni, spokojne noce, wystawa indywidualna, Galeria Bielska BWA, Bielsko-Biała[11]
- 2018 - Gry i zabawy, wystawa indywidualna, Centrum Sztuki Współczesnej Solvay w Krakowie[12]
- 2019 - Opisywanie świata, Galeria Sztuki MOK Dębica[13]
- 2020 - Real instant, wystawa indywidualna, Galeria Browarna w Łowiczu[14]
- 2020/2021 - Artyści z Krakowa. Generacja 1950–1969, wystawa zbiorowa, Muzeum Sztuki Współczesnej w Krakowie MOCAK[4]
- 2021 - Nic specjalnego się nie dzieje, wystawa indywidualna, Nowohuckie Centrum Kultury[15][16]
- 2021 - Konstrukcja opowiadania, wystawa indywidualna, Galeria Strefa, Wydz. Architektury Wnętrz ASP w Krakowie[17]
- 2021 - 20x20, wystawa zbiorowa, Towarzystwo Zachęty Sztuk Pięknych Konduktorownia, Częstochowa[18]

## Odniesienia w kulturze masowej
- 2017 - praca Kroke. Podróż za horyzont znalazła się na okładce płyty zespołu Kroke – krakowskiego zespołu instrumentalnego z gatunku world music[19].
- 2018 - praca Colosseum znalazła się na okładce płyty zespołu "Rafał Gorzycki / Tomasz Pawlicki / Jakub Ziołek – Ensemble Tuning"[20]
- 2018 - praca Before fly (2014) znalazła się na okładce tomiku poezji Dariusza Suski pt. "W samym środku zimy"[21].
- 2019 - współtwórca okładki płyty Rejwach zespołu Kroke – krakowskiego zespołu instrumentalnego z gatunku world music[22].